# Селевк V Филометор
Селевк V Филометор (Philometor, гр. „обичащият майка си“), е владетел от династията на Селевкидите, син на Деметрий II Никатор и Клеопатра Теа.
Управлява от 126 пр.н.е. до 125 пр.н.е., след свалянето и убийството на баща му организирано от Клеопатра Теа, която действа като регент на непълнолетния си син. Селевк V скоро е отровен от майка си, поради появили се неразбирателства помежду им. Наследен е от брат си Антиох VIII Грюпос.